# Stemmen fra 80'erne
Stemmen fra 80'erne er et opsamlingsalbum baseret på Kim Schumachers radioprogrammer fra perioden fra 1983 – 1988, udgivet i 1996.

## Spor CD 1
1. Rick Astley: Take Me To Your Heart
2. Rockwell: Somebody's Watching Me
3. Bronski Beat: Hit That Perfect Beat Boy
4. Billy Ocean: When The Going Gets Tough, The Tough Get Going
5. Jermaine Stewart: We Don't Have To Take Our Clothes Off
6. Level 42: Something About You
7. Erasure: Oh L'amour
8. Eurythmics: When Tomorrow Comes
9. Laban: Love In Siberia
10. Bad Boy: Miami Sound Machine
11. Cameo: Word Up
12. Yazz & The Plastic Population: The Only Way Is Up
13. Pet Shop Boys: Always On My Mind

## Spor CD 2
1. Yarbrough & Peoples: Heartbeat
2. The Thompson Twins: Love On Your Side
3. Heaven 17: Let Me Go
4. Donna Summer: I Feel Love
5. ABC: The Look Of Love
6. Grandmaster Flash: New York New York
7. Herbie Hancock: Rock It
8. Yazoo: Don't Go / Goodbye 70's
9. Wang Chung: Dance Hall Days
10. S.O.S Band: Just Be Good To Me
11. Talk Talk: Talk Talk
12. Duran Duran: Someting I Should Know
13. Yello: Lost Again
14. Wham!: Wake Me Up Before You Go Go